# Powiat Friesland
Powiat Friesland (niem. Landkreis Friesland, dosł. powiat Fryzja) – powiat w niemieckim kraju związkowym Dolna Saksonia. Siedziba powiatu znajduje się w mieście Jever.

## Podział administracyjny
Powiat Friesland składa się z:
- 3 miast
- 5 samodzielnych gmin (niem. Einheitsgemeinde)

Miasta:
| Lp. | Nazwa miasta | Ludność (31.12.2008) | Powierzchnia km² |
| --- | ------------ | -------------------- | ---------------- |
| 1   | Jever        | 13.863               | 42,13            |
| 2   | Schortens    | 21.047               | 68,67            |
| 3   | Varel        | 24.801               | 113,53           |

Gminy samodzielne:
| Lp. | Nazwa gminy | Ludność (31.12.2008) | Powierzchnia km² |
| --- | ----------- | -------------------- | ---------------- |
| 1   | Bockhorn    | 8.647                | 77,15            |
| 2   | Sande       | 9.229                | 45,00            |
| 3   | Wangerland  | 10.105               | 176,00           |
| 4   | Wangerooge  | 933                  | 7,94             |
| 5   | Zetel       | 11.682               | 81,26            |